# Гань Дэ

Гань Дэ

Гань Дэ (англ. Gan De, кит. 甘德) — китайский астроном (астролог). Жил приблизительно в IV веке до н. э., уроженец государства Ци. Также известен под именем Гань Гун (Gan Gong). Вместе с Ши Шэнем является автором древнейшего в истории человечества звездного каталога.
Гань Дэ приписывают первое наблюдение Юпитера. Он описал эту планету как яркую и светящуюся. Гань Дэ отмечал, что видел одну из лун Юпитера (либо Ганимед, либо Каллисто) невооруженным глазом в 364 до н. э., задолго до того, как Галилео Галилей совершил это открытие в 1610 году. Все четыре спутника теоретически видны невооруженным взглядом, но практически обычно Юпитер затмевает их.

## Свидетельства о жизни и учении
- «В древности искусными в небесных подсчетах были: Чун и Ли до правления Гао-синя, Си и Хэ при Тане и Юе, Кунь-у во владении Ю-ся, У-сянь при династии Инь-Шан, Ши И и Чан Хун в доме Чжоу, Цзы-вэй в княжестве Сун, Би-цзао в княжестве Чжэн, Гань-гун в княжестве Ци, Тан Мэй в княжестве Чу, Инь Гао в княжестве Чжао и Ши Шэнь в княжестве Вэй». (Ши цзи. Глава 27).
- «В недавнем прошлом двенадцать домов владетельных князей чжухоу в семи княжествах поочередно правили, заявляя, что они следуют по стопам союзов цзун [с севера на юг] и хэ [с запада на восток], а [Инь] Гао, Тан [Мэй], Гань [-гун], Ши [Шэнь] в соответствии с событиями своего времени записывали и толковали, но данные их гаданий перепутаны, в них смешано мелкое и крупное». (Ши цзи. Глава 27).
- «Со времен Хань среди тех, кто был искусен в небесных подсчетах [ известны] : Тан Ду — по звёздам, Ван Шо — по пара́м и туманам, Вэй Сянь — по гаданиям об урожае. В законах движения пяти планет, выведенных Гань[-гуном] и Ши [Шэнем], считалось, что только планета Ин-хо (Марс) имела попятное движение, но [мы знаем, что] обратные движения и остановки [присущи и другим планетам]. Эти обратные движения планет и частичные и полные покрытия планет Солнцем и Луной — все служило для гаданий». (Ши цзи. Глава 27).